# Mantinada
Una mantinada (al plurale mantinades, in greco: μαντινάδα, μαντινάδες) sono versi in rima baciata cretesi, solitamente improvvisati durante le danze. La poesia in rima cretese del Rinascimento, specialmente i distici del poema epico Erotocrito, ricordano la mantinada. I principali argomenti delle mantinades sono l'amore o la satira. Sono invariabilmente composti in versi decapentasillabi e sono spesso antifonali, cioè un verso provoca una risposta e questa ne provoca un'altra, e così via.
La parola deriva dal veneziano matinada, "canto mattutino".